# Selišče, Dolenjske Toplice
Selišče je naselje v Občini Dolenjske Toplice